# Critical Reviews in Biomedical Engineering
Critical Reviews in Biomedical Engineering è una rivista scientifica bimestrale sottoposta a revisione paritaria, pubblicata dalla casa editrice Begell House. Essa tratta di ingegneria biomedica, bioingegneria, ingegneria clinica, fisica medica e biotecnologia applicata.
Al 2024, secondo SCOPUS, ha un fattore di impatto pari a 1.1.
Il caporedattore è Chenzhong Li.

## Articoli notevoli
- (FR) B. Taccardi, Contribution à la détermination quantitative des erreurs de la vectorcardiographie, in Critical Reviews in Biomedical Engineering, vol. 8, n. 3, 1982,  p. 277. (elettrocardiogramma)
- Betskii, O. V., Devyatkov, N. D., Kislov, V., Low Intensity Millimeter Waves in Medicine and Biology, in Critical Reviews in Biomedical Engineering, vol. 28, 1&2, Begellhouse.com, 2000,  pp. 247–268, DOI:10.1615/CritRevBiomedEng.v28.i12.420. (Extremely high frequency)
- Homogenization of syncytial tissues., in Critical Reviews in Biomedical Engineering, vol. 21, 1993,  pp. 137–199. (modello del bidominio)
- Joris C. Verster e Juergen Koenig, Caffeine intake and its sources: A review of national representative studies, in Critical Reviews in Food Science and Nutrition, vol. 58, n. 8, 12 giugno 2017,  pp. 1250–1259, DOI:10.1080/10408398.2016.1247252. URL consultato il 12 giugno 2024. (caffeina)